# T'ara Ceasar
T'ara Lavonne Ceasar (Panama City, 20 luglio 1999) è una pallavolista statunitense, schiacciatrice delle San Diego Mojo.

## Carriera

### Club
La carriera di T'ara Ceasar inizia nei tornei scolastici della Florida, giocando per la Rutherford HS e poi per la A. Crawford Mosley HS, mentre a livello di club si disimpegna con la Prostyle. Dopo il diploma gioca a livello universitario in NCAA Division I dal 2017 al 2018 con la Georgia; dopo un'annata di inattività, gioca per un biennio con la Florida.
Appena conclusa la carriera universitaria, nel dicembre 2021 firma il suo primo contratto professionistico in Germania, disputando la 1. Bundesliga con lo MTV Stoccarda, con il quale si aggiudica lo scudetto e la coppa nazionale. Nella stagione 2022-23 si trasferisce in Polonia, dove è di scena in Liga Siatkówki Kobiet con il BKS, approdando poi in Italia nella stagione seguente, ingaggiata dalla UYBA, in Serie A1: lascia la formazione bustocca nel mese di dicembre, accasandosi poche settimane dopo al Radnički Belgrado, nella Superliga serba, dove conclude l'annata e disputa anche quella seguente, conclusa la quale torna in patria prendendo parte agli ultimi incontri della Pro Volleyball Federation 2025 con le San Diego Mojo.

## Palmarès

### Club
- Campionato tedesco: 1

2021-22
- Coppa di Germania: 1

2021-22

### Premi individuali
- 2020 - All-America Second Team